# 343-я стрелковая дивизия (1-го формирования)
343-я стрелковая дивизия  — соединение РККА в Великой Отечественной войне

## История

### Формирование
Сформирована в августе-сентябре 1941 года в Ставрополе как 343-я стрелковая дивизия. Формирование началось в г. Ворошиловск (Ставрополь) с 22 августа 1941 года. Численный состав дивизии был 12 428 чел. В основном рядовой и сержантский состав был из Ставропольского края. Возраст призывников был 35-40 лет. Многие из них являлись участниками Гражданской войны. Основная часть командного состава прибыла из запаса и боевого опыта не имела. С 1 сентября по 13 октября проводилась ускоренная боевая подготовка по программе СКВО. 

### В Действующей армии
- 17.10.1941-8.1.1942
- 29.1.1942-5.2.1943 [1]

В составе 56-й, 6-й, 9-й, 21-й и 24-й армий принимала участие в Ростовской оборонительной, Ростовской и Барвенково-Лозовской наступательных операциях, Харьковском сражении 1942 года, принимала участие в оборонительных боях на сталинградском направлении и Сталинградской битве (17.07.1942 - 2.02.1943). Участник боев на Сиротинском плацдарме в составе 4-й танковой армии (4ТА) в августе 1942 года.
В октябре 1942 года была включена в 66-ю (с апреля 1943 года 5-я гвардейская) армию.

### В операции «Кольцо»
10 января началась операция «Кольцо» по разгрому окружённой группировки противника. Перейдя в атаку, бойцы стрелковых полков дивизии овладели первой траншеей противника. Недостаток боеприпасов не давал полностью использовать мощь артиллерии. Приходилось выбивать немцев из каждого блиндажа. Продвижение шло медленно от окопа к окопу, от блиндажа к блиндажу. Каждый захваченный рубеж закреплялся. 6 дней дивизия буквально прогрызала оборону немцев, продвинувшись всего на 2 км. Потери составили 84 убитыми и 211 ранеными. С 17 января наступление пошло уже гораздо быстрее. Оборона немцев была взломана и противник стал отходить на линию объездной жд вокруг Сталинграда. К 20 января дивизия вышла к ст. Древний Вал. К 26 января дивизия очистила от врага Орловку и продолжала далее наступление в направление Тракторного завода. К 29 января СТЗ был окружён плотным кольцом наших войск. Артиллерия, стоявшая на прямой наводке, вела непрерывный обстрел района завода. 30 января-1 февраля дивизия отбросила остатки группировки противника к линии железной дороги, овладев всеми кварталами перед СТЗ. Утром 2 февраля было назначено продолжение штурма, но перед началом атаки наши бойцы увидели белый фланг. Враг капитулировал. Здесь сдались в плен остатки 11-го армейского корпуса противника во главе с его командиром генерал-полковником К. Штрекером. Всего было взято 6796 военнопленных, из которых 4 генерала. Потери дивизии составили 64 убитыми и 213 ранеными.
После окончания уничтожения окружённой немецкой группировки дивизия в составе 66 А была отведена в район балки Грачевая и Родниковая для отдыха и пополнения. В апреле 1943 года дивизия была переброшена в район ст. Хреновое Воронежской области, где продолжила доукомплектование личным составом и вооружением.
4 мая 1943 года за боевые заслуги преобразована в 97-ю гвардейскую стрелковую дивизию.

## Боевой состав
1151, 1153 и 1155 стрелковый полк,
903 -й артиллерийский полк (майор, подполковник Н. А. Смирнов),
48 отдельный истребительно-противотанковый дивизион,
419 зенитная артиллерийская батарея (627 отдельный зенитный артиллерийский дивизион),
402 разведывательная рота,
620 сапёрный батальон,
791 отдельный батальон связи,
425 медико-санитарный батальон,
418 отдельная рота химзащиты,
168 автотранспортная рота,
194 полевая хлебопекарня,
762 дивизионный ветеринарный лазарет,
543 полевая почтовая станция,
795 полевая касса Госбанка.

### Подчинение
на 01.09.1941 г. - Северо-Кавказский ВО - формирование
на 01.10.1941 г. - Северо-Кавказский ВО - формирование
на 01.11.1941 г. - 56 отдельная армия
на 01.12.1941 г. - Южный фронт - 56 А
на 01.01.1942 г. - Южный фронт - 56 А
на 01.02.1942 г. - Юго-Западный фронт - 6 А
на 01.03.1942 г. - ЮЗФ - 6 А
на 01.04.1942 г. - ЮЗФ - 6 А
на 01.05.1942 г. - ЮЗФ - фронтовое подчинение
на 01.06.1942 г. - Южный фронт - 9 А
на 01.07.1942 г. - ЮЗФ - 21 А
на 01.08.1942 г. - Сталинградский фронт - 21 А
на 01.09.1942 г. - Сталинградский фронт - 21 А
на 01.10.1942 г. - ?
на 01.11.1942 г. - Донской фронт - 66 А
на 01.12.1942 г. - Донской фронт - 66 А
на 01.01.1943 г. - Донской фронт - 66 А
на 01.02.1943 г. - ?
на 01.03.1943 г. - Резерв ставки ВГК - 66 А
на 01.04.1943 г. - Резерв ставки ВГК - 66 А
на 01.05.1943 г. - Резерв ставки ВГК - Степной военный округ - 66 А

## Командиры дивизии в годы Великой Отечественной войны
- Чувашев, Пётр Павлович (23.08.1941 - 22.12.1942), полковник;[5]
- Усенко, Матвей Алексеевич (23.12.1942 — 12.05.1943, погиб 12.05.1943) полковник, с 02.05.1943 генерал-майор[6]